# Postęp i Praca
Postęp i Praca (hebr.: קידמה ועבודה, Kidma we-Awoda, arab.: الزراعة والتطوير) – partia polityczna w Izraelu działająca w latach 1951–1959.

## Historia
Postęp i Praca była partią polityczną izraelskich Arabów, utworzoną przed wyborami w 1951 roku. Podobnie jak inne tego typu ugrupowania w tym czasie, była blisko związana z Mapai Dawida Ben Guriona. W wyniku wyborów udało jej się uzyskać tylko jedno miejsce w Knesecie. Obsadził je jej lider, Salih Hasan Chunajfis. Ugrupowanie to poparło wszystkie cztery rządy uformowane podczas kadencji drugiego Knesetu.
Podczas wyborów w 1955 roku, Postęp i Praca uzyskała dwa mandaty parlamentarne. Hanifes i Salih Sulajman zostali reprezentantami partii w izbie. Ugrupowanie ponownie poparło rząd.
W 1959 roku miał miejsce konflikt pomiędzy Hanifesem a Mapai. W jego wyniku odszedł on z Postępu i Pracy, tworząc własne ugrupowanie – Niezależną Frakcję dla Izraelskich Arabów. Nowa partia nie przekroczyła jednak progu wyborczego podczas wyborów w 1959 roku. Podobnie stało się z samym Postępem i Pracą – ugrupowaniu nie udało się wejść do Knesetu. W efekcie tego partia zakończyła działalność.